# 8039 Grandprism
8039 Grandprism eller 1993 RB16 är en asteroid i huvudbältet som upptäcktes den 15 september 1993 av båda belgiska astronomerna Henri Debehogne och Eric Walter Elst vid La Silla-observatoriet. Den är uppkallad efter Grand Prism Objectiv-40cm astrograph (GPO) vid La Silla-observatoriet.
Asteroiden har en diameter på ungefär 2 kilometer.